# Бобац
Бобац (рус. Бобок) је приповетка Фјодора Михајловича Достојевског која је први пут објављена 1873. године. Назив се може превести са руског као да значи „мало пасуља“, а у контексту приче узима се као синоним за глупост.

## Радња
Прича је уоквирена као извод из дневника једног фрустрираног писца по имену Иван Иванович. Једног дана он је присуствовао сахрани једног познаника и повремено пада у размишљање о гробљу. Он чује гласове недавно преминулих и сахрањених, а такође слуша њихове разговоре. Они разговарају о играма са картама и политичким аферама, а они су одлучили да „инерција“ свести им омогућава да чак разговарају док су у гробници. Како припремити покојника да се забавља откривањем свих срамних детаља свог земаљског живота, пита Иван Иванович и закашље се, мртви ћуте. Иван Иванович оставља гробље огорчен што изопаченост постоји чак и у гробу, али се нада да би могао да посети друга гробља и да ће коначно имати нешто да напише.